# Križ (Sevnica)
Križ is een plaats in Slovenië en maakt deel uit van de gemeente Sevnica in de NUTS-3-regio Spodnjeposavska. De plaats telde 107 inwoners op 1 januari 2020.